# 2015年のJリーグ・アンダー22選抜
この項では2015年のJ3リーグに参戦したJリーグ・アンダー22選抜 (J-22) について記述する。

## 概要
J-22の結成2シーズン目となる。
前年（2014年）同様、2015年シーズンのJ1およびJ2所属の40クラブとプロ契約し、日本サッカー協会 (JFA) に選手登録している選手で、1993年1月1日以降に誕生した、日本国籍を有する選手を対象とする。前年は当該選手の所属元クラブに同意に基づいて登録名簿を作成していた（従ってクラブ側がJ-22に登録するか否かを選択できた）ものを、この年は条件に該当する選手すべてを登録選手としている。
2015年9月11日、U-22日本代表監督の手倉森誠をコーチ登録し、Jリーグ・アンダー22選抜でもコーチをできるようにした。

## 戦績
全試合アウェーゲームだが、スコア表記は便宜上「（J-22のスコア）-（対戦相手のスコア）」としている。
| 節 | 開催日         | スコア | 対戦相手           | 会場                         |
| -- | -------------- | ------ | ------------------ | ---------------------------- |
| 1  | 2015年3月15日  | 0-3    | SC相模原           | 相模原ギオンスタジアム       |
| 2  | 2015年3月21日  | 0-8    | レノファ山口FC     | 維新百年記念公園陸上競技場   |
| 3  | 2015年3月29日  | 1-2    | FC琉球             | 沖縄県総合運動公園陸上競技場 |
| 4  | 2015年4月5日   | 0-2    | ガイナーレ鳥取     | とりぎんバードスタジアム     |
| 5  | 2015年4月12日  | 2-1    | グルージャ盛岡     | 盛岡南公園球技場             |
| 6  | 2015年4月19日  | 1-1    | 藤枝MYFC           | 藤枝総合運動公園サッカー場   |
| 7  | 2015年4月26日  | 0-6    | FC町田ゼルビア     | 町田市立陸上競技場           |
| 8  | 2015年4月29日  | 0-0    | Y.S.C.C.横浜       | ニッパツ三ツ沢球技場         |
| 10 | 2015年5月6日   | 0-2    | AC長野パルセイロ   | 南長野運動公園総合球技場     |
| 11 | 2015年5月10日  | 1-2    | カターレ富山       | 富山県総合運動公園陸上競技場 |
| 12 | 2015年5月17日  | 4-1    | 福島ユナイテッドFC | とうほう・みんなのスタジアム |
| 13 | 2015年5月24日  | 0-1    | ブラウブリッツ秋田 | あきぎんスタジアム           |
| 14 | 2015年5月31日  | 0-3    | レノファ山口FC     | 下関市営下関陸上競技場       |
| 15 | 2015年6月7日   | 1-1    | ガイナーレ鳥取     | とりぎんバードスタジアム     |
| 16 | 2015年6月14日  | 1-2    | FC琉球             | 沖縄県総合運動公園陸上競技場 |
| 17 | 2015年6月21日  | 0-0    | カターレ富山       | 富山県総合運動公園陸上競技場 |
| 18 | 2015年6月28日  | 1-1    | 福島ユナイテッドFC | とうほう・みんなのスタジアム |
| 19 | 2015年7月5日   | 0-5    | グルージャ盛岡     | 盛岡南公園球技場             |
| 20 | 2015年7月12日  | 2-1    | SC相模原           | 相模原ギオンスタジアム       |
| 21 | 2015年7月19日  | 1-3    | FC町田ゼルビア     | 町田市立陸上競技場           |
| 22 | 2015年7月26日  | 0-2    | 藤枝MYFC           | 藤枝総合運動公園サッカー場   |
| 24 | 2015年8月2日   | 1-3    | ブラウブリッツ秋田 | あきぎんスタジアム           |
| 25 | 2015年8月9日   | 3-0    | Y.S.C.C.横浜       | ニッパツ三ツ沢球技場         |
| 26 | 2015年8月16日  | 1-0    | AC長野パルセイロ   | 南長野運動公園総合球技場     |
| 27 | 2015年9月6日   | 0-6    | FC琉球             | 沖縄県総合運動公園陸上競技場 |
| 28 | 2015年9月13日  | 0-4    | Y.S.C.C.横浜       | ニッパツ三ツ沢球技場         |
| 29 | 2015年9月20日  | 2-3    | SC相模原           | 相模原ギオンスタジアム       |
| 30 | 2015年9月23日  | 0-1    | FC町田ゼルビア     | 町田市立陸上競技場           |
| 31 | 2015年9月27日  | 0-1    | ブラウブリッツ秋田 | あきぎんスタジアム           |
| 32 | 2015年10月4日  | 0-1    | グルージャ盛岡     | 盛岡南公園球技場             |
| 33 | 2015年10月11日 | 1-0    | ガイナーレ鳥取     | とりぎんバードスタジアム     |
| 34 | 2015年10月18日 | 1-2    | カターレ富山       | 富山県総合運動公園陸上競技場 |
| 35 | 2015年10月25日 | 4-1    | 藤枝MYFC           | 藤枝総合運動公園サッカー場   |
| 36 | 2015年11月1日  | 1-2    | AC長野パルセイロ   | 南長野運動公園総合球技場     |
| 37 | 2015年11月8日  | 0-3    | 福島ユナイテッドFC | とうほう・みんなのスタジアム |
| 38 | 2015年11月14日 | 0-0    | レノファ山口FC     | 維新百年記念公園陸上競技場   |

- 第9節・第23節・第39節は試合なし。

## 個人ランキング

### 得点数上位5位
| 順位 | 選手名   | 所属   | 得点 |
| ---- | -------- | ------ | ---- |
| 01   | 杉森考起 | 名古屋 | 05   |
| 02   | 鈴木優磨 | 鹿島   | 03   |
| 03   | 進藤亮佑 | 札幌   | 02   |
| 03   | 平岡翼   | FC東京 | 02   |
| 05   | 茂木力也 | 浦和   | 01   |

## メンバー
前年と異なり「登録条件に該当する全選手」が登録対象となったことから、登録選手名簿については割愛し（下記テンプレートおよび公式サイト参照）、メンバーに招集されたことのある選手のみ記す（招集後に離脱した選手は除外する）こととする。表題の数字は節の番号、各節の数字は招集時の背番号。ポジションおよび派遣元は初招集時の資料に基づく。

## スタッフ
試合によって、参加コーチは変動する。
| 役職               | 氏名     | 兼職                                | 備考                  |
| ------------------ | -------- | ----------------------------------- | --------------------- |
| 監督               | 高畠勉   | U-21日本代表コーチ                  |                       |
| コーチ             | 木村浩吉 | JFA技術委員                         |                       |
| コーチ             | 木村康彦 | U-19日本代表コーチ                  |                       |
| コーチ             | 斉藤俊秀 | U-15日本代表コーチ                  |                       |
| コーチ             | 秋葉忠宏 | U-21日本代表コーチ                  |                       |
| コーチ             | 霜田正浩 | JFA技術委員長・特任理事             |                       |
| コーチ             | 山口素弘 | JFA技術委員                         | 2015年6月12日追加登録 |
| コーチ             | 手倉森誠 | U-22日本代表監督                    | 2015年9月11日追加登録 |
| GKコーチ           | 川俣則幸 | JFAユースサブダイレクター           |                       |
| GKコーチ           | 大橋昭好 | U-15日本代表GKコーチ                |                       |
| GKコーチ           | 佐藤洋平 | U-15日本代表GKコーチ                |                       |
| テクニカルスタッフ | 酒井清考 | JFAテクニカルハウス・筑波大学蹴球部 |                       |
| 実行委員           | 原博実   | JFA専務理事                         |                       |